# Sofie Kremen
 (juin 2016).
Si vous disposez d'ouvrages ou d'articles de référence ou si vous connaissez des sites web de qualité traitant du thème abordé ici, merci de compléter l'article en donnant les références utiles à sa vérifiabilité et en les liant à la section « Notes et références ».
 (août 2015).
Sofie Kremen, née en 1960, est une pianiste, auteur-compositeur-interprète et arrangeur française.

## Biographie
Sofie Kremen est l'une des petites-filles du peintre Pinchus Kremegne. Elle grandit à Paris dans une atmosphère très éclectique où se retrouvent musiciens, peintres et amateurs de films cinématographiques. Son père, Fred Kremen était exportateur de films français.
Dès l'âge de 4 ans, elle assiste à des après-midis musicales dans les salons de Suzanne Guébel (qui fut l'élève et la répétitrice de Marguerite Long). Elle manifeste un grand intérêt pour la musique que son père, grand amateur de jazz et de musique classique, lui avait insufflé dès le berceau, au travers des voix de Ella Fitzgerald, João Gilberto et Nat King Cole, pour ne citer qu'eux.
Elle commence à composer dès ses premiers cours de piano, vers l'âge de 5 ans en proposant une petite pièce à son professeur d'alors, Paquerette Steinman (conseillée par Suzanne Guébel) et qui s'intitule Les Vagues. Il s'agit d'une suite chromatique qu'elle oppose à La Tartine de beurre de Wolfgang Amadeus Mozart, et non sans façons.
À l'âge de 10 ans elle est inscrite à l'École normale de musique de Paris mais n'y reste que peu de temps, son goût immodéré pour la liberté du son l'accompagnant sans cesse dans sa quête musicale. Elle explore alors d'autres inspirations, horizons, plus variés et sans la contrainte de l'académisme qu'elle redoute.
À la fin des années 1960, un concert exceptionnel de Duke Ellington accompagné de Alice Babs et des Swingle Singers donné à la cathédrale Notre-Dame de Paris, puis au début des années 1970 un autre concert de Arthur Rubinstein au Palais des congrès de Paris, la confortent dans son choix de libre expression musicale.
Malgré son ambition de devenir d'abord archéologue, puis avocat et enfin neurochirurgien, le piano la retient mais l'emmène vers le vrai sens de sa recherche musicale.
À 12 ans, elle compose un petit Concerto en Sol mineur et à partir de ce point là, elle commence à composer des musiques de tous les styles: jazz, bossa nova, boogie-woogie, ragtime, ballades, etc. Bien plus tard, en discutant longuement et souvent avec Serge Gainsbourg elle se sentira moins seule dans sa conquête de l'art Majeur dans l'Art mineur.
Elle donne son premier récital à la cathédrale américaine de Paris le 31 mai 1973, avec d'autres élèves de sa classe de piano, animée par Sheila Aldendorff, pianiste alors pédagogue à Paris et qui fut professeur au Manne College de New York.
Tout au long des années 1960 et 70, elle bénéficie de différentes approches du piano classique par l'intermédiaire des meilleurs professeurs de toutes les origines (Pâquerette Steinman, Gait Sirguey, Sheila Aldendorff, P.L Isaacsskon) et finit dans un premier temps son cursus d'études musicales à la Schola Cantorum de Paris, dans la classe de piano de Gisèle Kühn et où elle prépare un baccalauréat A6 bis. Pendant ces trois années, elle rencontrera Frédéric Fajardie et Pascal Dibie tous deux encore jeunes professeurs d'histoire-géographie.
Sur son parcours d'études, Sofie Kremen étudie particulièrement Jean-Sébastien Bach, Claude Debussy, Frédéric Chopin, Edvard Grieg, Wolfgang Amadeus Mozart, Jean Sibelius et Christian Sinding ainsi que Serge Rachmaninov et bien d'autres encore…
Mais son affection pour l'harmonie demeure toujours insatiable et elle se tourne vers une recherche plus affinée par le biais de l'ethnomusicologie.
Puis elle finit ses études de musique à l’École nouvelle des Arts avec pour professeur : Jean-Louis Florentz alors professeur de musicologie, histoire de l'art, contrepoint et fugue, ethnomusicologie et électroacoustique, - lui-même élève d'Olivier Messiaen et qui était à cette époque chef de recherches en ethnomusicologie auprès du Musée de l'Homme à Paris, ainsi que Jean-Louis Percot qui fut son dernier professeur de piano, et qui organisait régulièrement des soirées récitals en présence de Claudio Arrau.
Alors qu'elle s'apprête à se consacrer à de plus hautes études d'électroacoustique avec pour objectif de devenir ingénieur du son, Sofie Kremen, qui avait pris goût dès son plus jeune aux récitals et aux salles de concerts dans le cadre de ses études de piano, se présente à une audition libre dans le petit studio des bureaux de la maison Disques Barclay, à laquelle elle participe sans aucun autre but que de faire partager des chansons dont est elle auteure-compositrice-interprète, et qu'elle chante en s'accompagnant du piano, en français et en anglais. Toutes ces chansons avaient été composées à la fin de son adolescence et donneront suite à une longue nouvelle série, au sortir de cette audition. Elle signe son premier contrat phonographique en février 1978 avec les Disques Barclay/PolyGram.
Dès ses débuts, son imprégnation quasi involontaire du désir d'authenticité lui dictera un grand désir de participer ardemment aux arrangements, aux choix des musiciens en favorisant les instruments acoustiques et à la réalisation des pochettes, de même qu'elle veillera aux choix des couleurs et typologies utilisées pour la conception des pochettes de ses disques. De plus, ses apparitions lors des émissions de TV ou sur scènes, ne seront qu'en direct, pour la plupart, car elle se refusera le plus possible d'utiliser l'interprétation dite en playback complet.

### Autres participations
Parallèlement à ses cours de piano, Sofie Kremen a suivi des cours d'expression corporelle et de mime avec les Frères Small (élèves du Mime Marceau), des cours de théâtre au cours Ada Lonati et au Cours Préparatoire du Centre d'Art Dramatique de la rue Blanche, avec Jean Périmony (1970 à 1978). Elle fréquentera également l'école supérieure des arts appliqués Duperré.
En 1981, elle a par ailleurs interprété la bande originale du film L'Année prochaine... si tout va bien réalisé par Jean-Loup Hubert, avec Isabelle Adjani et  Thierry Lhermitte dans les rôles principaux et dont la musique fut composée par Vladimir Cosma, Disques Barclay.
En 1982, elle participe à La Nuit des César du cinéma au Grand Rex à Paris, à la demande de Georges Cravenne, pour y interpréter l'un des titres de son album Patience pour Passion, intitulé La Vie est un Grand Cinéma (paroles et musique : Bettina Corradini).
En 1986, elle interprète en qualité d'actrice, le rôle de Ruby dans Le Funiculaire des anges, téléfilm des productions TF1 / Pierre Grimblat, dans la collection Série noire, présentée par Victor Lanoux.

## Discographie
- 1979 : Ça va mal dans ma tête (45 T) Disques Barclay
- 1981 : Caviar à Enghien (45 T) Disques Barclay
- 1982 : Patience pour Passion (LP) dont le titre phare Noix de Coco en fut extrait en 45 T.  Disques Barclay
- 1983 : Femme folle de toi (45 T) Disques Barclay
- 1984 : Personne ne m'a aimé comme tu le fais (45 T)  Disques Claude Carrère.
- 1985 : Honeysun, WEA